# Pseudobiantes japonicus
Genre
Synonymes
- Ataminius Roewer, 1938
- Nobeoka Roewer, 1938

Espèce
Synonymes
- Epedanellus laevis Roewer, 1911
- Ataminius japonicus Roewer, 1938
- Nobeoka laevis Roewer, 1938

Pseudobiantes japonicus, unique représentant du genre Pseudobiantes, est une espèce d'opilions laniatores de la famille des Epedanidae.

## Distribution
Cette espèce est endémique du Japon.

## Description
Le syntype mesure 3,5 mm.

## Publication originale
- Hirst, 1911 : « On some new Opiliones from Japan and the Loo-Choo Islands. » Annals and Magazine of Natural History, sér. 8, vol. 8, p. 625–636 (texte intégral).